# Кёйкен, Сигизвальд
Сигизвальд Кёйкен, также Кюйкен (нидерл. Sigiswald Kuijken; 16 февраля 1944, Дилбек) — бельгийский (фламандский) скрипач, альтист, дирижёр.

## Биография и творчество
Сигизвальд Кёйкен родился в семье пианистки. В возрасте семи лет он впервые познакомился с музыкальными инструментами эпохи Возрождения, увидев старинные альты, которые его старшие братья привезли после стажировки в Германии. Кёйкен учился в консерваториях Брюгге и Брюсселя в классе скрипача Мориса Раскина. В 1964 году Кёйкен получил свою первую премию за исполнение концерта для скрипки Франка Мартена.
В 1964 году Кёйкен заменил Жанин Рубинлихт, участницу ансамбля Alarius, в туре по Канаде и записал свой первый альбом, посвященный скрипичной итальянской музыке XVII века, за который получил Grand prix du disque Академии Charles-Cros. В следующем году в Амстердаме Кёйкен познакомился с одним из выдающихся музыкантов-аутентистов, Густавом Леонхардтом. С Леонхардтом он записал свой второй альбом для Telefunken (1967), также с итальянскими произведениями для скрипки. В 1969 году Кёйкен серьёзно обратился к исполнению музыки на старинных инструментах.
В 1971—1996 годах Кёйкен преподавал искусство игры на барочной скрипке в Королевской консерватории в Гааге, а в 1993—2009 годах в Королевской музыкальной консерватории в Брюсселе. В 1972 году создал барочный оркестр La Petite Bande (название группы отсылает к оркестру, которым дирижировал Люлли), с которым записал множество произведений музыки XVII—XVIII веков: Муффата (1974), Корелли (1976), Баха, Рамо, Моцарта, Боккерини (1979), Гайдна (1981) Куперена. С 1978 года ансамбль начал исполнять также произведения Пуссера, Булёза (Le Marteau sans maître). В 1986 году Кёйкен организовал ещё один коллектив — струнный квартет Кёйкена (Quatuor Kuijken), куда вошли Франсуа Фернандес (скрипка), Марлен Тьерс (альт) и Виланд Кёйкен (виолончель). В репертуар нового коллектива Кёйкена вошли произведения классической музыки и музыки романтиков. Сигизвальд Кёйкен также регулярно выступает в дуэте с пианистом Люком Девосом.
Постоянно концертирует вместе с братьями Виландом (флейта) и Бартольдом (виолончель, виола да гамба). От исполнения музыки барокко перешёл в настоящее время к романтикам. Почётный доктор Лёвенского католического университета. Среди наиболее известных учеников Сигизвальда Кёйкена Вернер Эрхардт.
Вместе со своими коллегами Мари Леонхардт, Райнхардом Гёбелем (Кёльн) и Эдуардом Мелькусом (Вена) входит в число знаменитых преподавателей исполнения на барочной скрипке.